# ثلاثي كلورو التولوين
ثلاثي كلورو التولوين مركب كلور عضوي صيغته الكيميائية C7H5Cl3 ويوجد على هيئة سائل عديم اللون.
لهذا المركب تسميات أخرى عدة، منها بنزو ثلاثي الكلوريد أو فينيل الكلوروفورم أو (ثلاثي كلورو ميثيل) البنزين.

## التحضير
يحضر هذا المركب من كلورة التولوين مع وجود بادئ جذري من بيروكسيد البنزويل. تتشكل أثنائ العملية منتجات ثانوية كلورية من كلوريد البنزيل وكلوريد البنزال.

## الخواص
يوجد هذا المركب في الشروط القياسية على هيئة سائل عديم اللون، وقد يتلون أحياناً بلون أصفر شاحب وله رائحة واخزة. لا ينحل المركب عملياً في الماء.

## الاستخدامات
يستخدم المركب بشكل واسع على هيئة مركب وسطي في إنتاج الأصبغة ومضاد الميكروبات.